# Cuvillers
Cuvillers je francouzská obec v departementu Nord v regionu Hauts-de-France. Žije zde 187 obyvatel.

## Geografie

### Sousední obce
| Růžice kompasu | Bantigny  |       | Thun-l'Évêque | Růžice kompasu |
| Růžice kompasu |           | Sever | Eswars        | Růžice kompasu |
| Růžice kompasu | Cuvillers |       | Eswars        | Růžice kompasu |
| Růžice kompasu | Jih       |       | Eswars        | Růžice kompasu |
| Růžice kompasu | Blécourt  |       | Ramillies     | Růžice kompasu |